# Numerologia

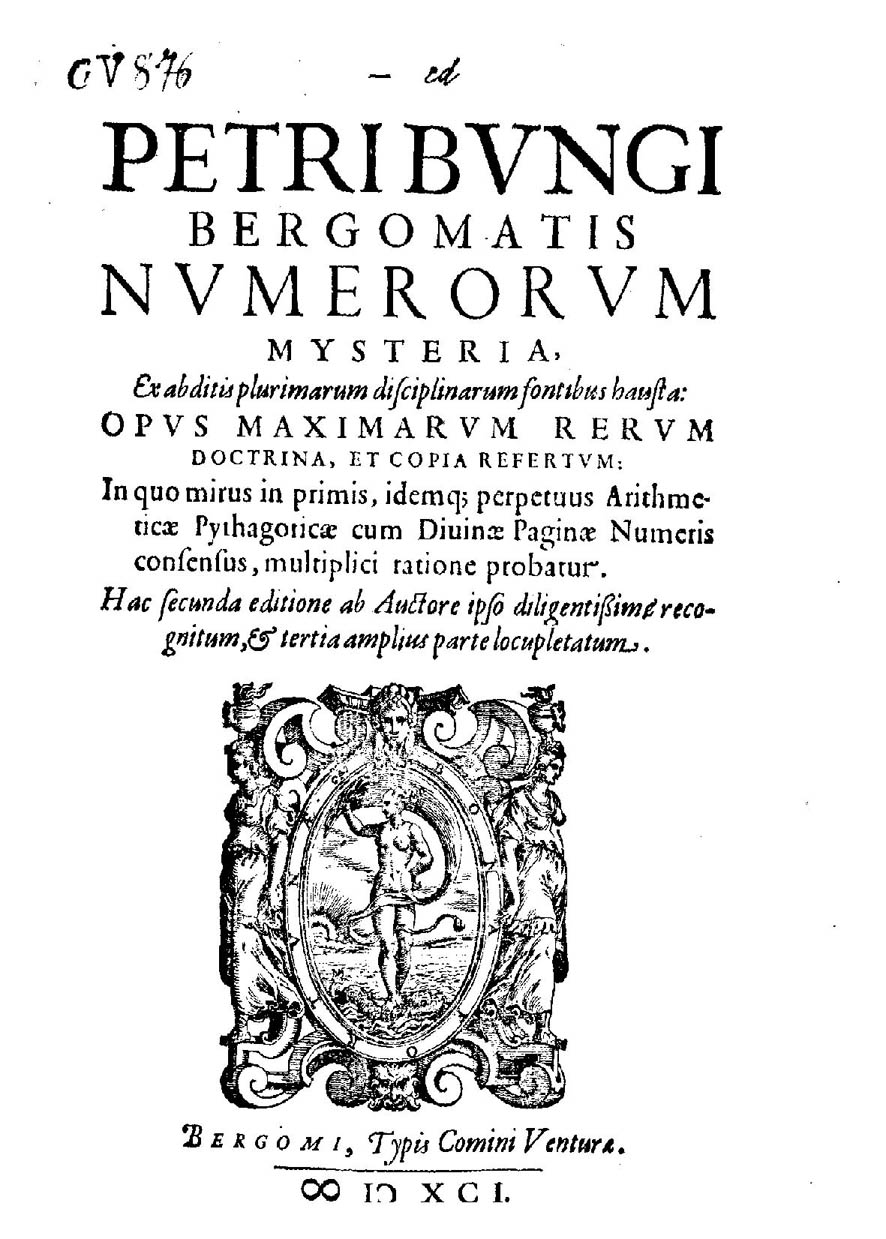
Pietro Bongo, Numerorum mysteria, 1591

Numerologia é um ramo do esoterismo que recorre à simbologia dos números e a operações matemáticas com o intuito de estabelecer uma relação oculta entre números, seres vivos e forças físicas, paranormais ou mesmo divinatórias de forma a predizer as características da personalidade ou o destino de uma pessoa. Além disso, numerologia é também o estudo do valor numérico das letras em palavras, nomes e ideias.
Na numerologia, os números são considerados um dos conceitos humanos mais perfeitos e elevados. Segundo quem a pratica, a numerologia é a disciplina que visa investigar a "vibração secreta" desse código e ensinar a usar números em seu benefício, estudando sua influência sobre as pessoas e os animais. No ano 530 a.C., Pitágoras, filósofo grego, metodicamente desenvolveu uma relação entre os planetas e sua "vibração numérica", que ele chamou de "harmonia das esferas". Através de seu método de numerologia, ele afirmou que as palavras têm um som que vibra em consonância com a frequência dos números como mais uma faceta da harmonia do universo e das leis da natureza.
Seu estudo era popular entre os primeiros matemáticos, mas atualmente não é mais considerado uma disciplina matemática. A comunidade científica há muito relegou a numerologia à categoria de pseudociência ou superstição, como a astrologia em relação à astronomia, ou a alquimia em relação à química, embora este último tivesse o caráter de protociência.
O termo numerólogo pode ser usado para aqueles que colocam fé em padrões numéricos e tiram inferências pseudocientíficas deles, mesmo que essas pessoas não pratiquem a numerologia tradicional. Ou seja, eles acreditam que os números são muito mais do que uma maneira de medir ou quantificar o que existe ao nosso redor. Por exemplo, em seu livro de 1997 "Numerology: Or What Pythagoras Forought", o matemático Underwood Dudley usa o termo para discutir os praticantes do princípio da onda Elliott de análise do mercado de ações.

## Conceitos
O conceito de Numerologia abrange supostas relações místicas entre números e a vida das pessoas. São vários os sistemas, tradições e crenças. Numerologia e advinhações por meio de sistemas como a isopsefia foram populares entre os antigos matemáticos, como Pitágoras. Porém, hoje em dia a Numerologia é tida como uma  pseudomatemática  pelos cientistas.
Hoje, a numerologia é associada com paranormalidades, junto com a astrologia e outras artes de advinhação. O termo também é usado para designar uma fé maior em padrões numéricos, mesmo quando não se pratica a real numerologia. Por exemplo, o livro Numerology: Or What Pythagoras Wrought (1997) do matemático Underwood Dudley usa o termo para se referir aos gurus do “Elliott wave principle” para análise de mercado de ações.

## História
A numerologia moderna contém muitos aspectos de uma grande variedade  de culturas e antigos professores, incluindo a Babilônia, Pitágoras e seus seguidores (na Grécia, 6º século a.C.), filosofia astrológica da Alexandria helenística, o sistema da Cabala dos Hebreus, o antigos Cristianismo místico e Gnosticismo, os Vedas Indianos, o "Círculo dos Mortos" da China, o Livro dos Mestres da Casa Secreta (Ritual dos Mortos) do Egito.
Pitágoras e outros filósofos da época acreditavam que pelo fato dos conceitos matemáticos serem mais “práticos” (fáceis para classificar e regular) que os da física, eram mais reais.
Santo Agostinho (354–430 d.C.) escreveu "os Números são a Linguagem Universal ofertada por Deus aos humanos como confirmação da verdade."[carece de fontes?]  De modo similar a Pitágoras, ele também acreditava que tudo tinha relações numéricas e cabia à mente procurar e investigar os segredos dessas relações ou tê-las reveladas pela graça divina. Ver sua obra  “Numerologia e os Pais da Igreja”  para entender os antigos conceitos cristãos. Porém, isso tudo não significa que Pitágoras possa ser considerado como “pai” da Numerologia, ele apenas começou a pavimentar o caminho para a observação de números como arquétipos e não simples numerais.
Em 325 d.C. após o Primeiro Concílio de Niceia, atitudes da Igreja a favor dessas crenças foram classificadas como violações civis pelo Império Romano. A Numerologia não encontrou mais apoio com as autoridades cristãs da época e foi classificada no campo das crenças não aprovadas junto com a Astrologia e todas outras formas de advinhação e magia. Mesmo sendo expurgada pela religião, a significância atribuída  aos números ditos “sacros” não desapareceu. Por exemplo, os números 3 e 7 têm um forte significado espiritual na Bíblia. O exemplo mais óbvio seria a criação do mundo em 7 dias. Jesus perguntou a Deus 3 vezes se ele poderia evitar a crucificação e foi crucificado às 3 da tarde. 7 dias é o comprimento da fome e outros eventos impostos por Deus e às vezes é seguido pelo número 8 como um símbolo de mudança. O número  "888”, por exemplo, é considerado o número de Jesus. Todos esses números foram comentados e analisados por Doroteu de Gaza e a numerologia ainda é muito considerada, ao menos pela ala conservadora da Igreja Ortodoxa Grega.
Algumas teorias alquímicas estavam intimamente relacionadas com a numerologia. Por exemplo, o alquimista persa-árabe Jabir ibn Hayyan enquadrou seus experimentos em uma numerologia elaborada baseada nos nomes das substâncias na língua árabe.
A numerologia se fez proeminente com o Discurso “The Garden of Cyrus”, escrito pelo proeminente Sir Thomas Browne em 1658. Em suas páginas o autor tenta demonstrar que o número cinco e o relacionado padrão  Quincunce, podem ser encontrados nas artes, desenhos e na natureza, em especial na botânica.
A Numerologia moderna tem vários antecedentes. O livro Numerology, The Power in Numbers  de Ruth A. Drayer (Editora “Square One”) afirma que por volta da transição entre os séculos XVII e XVIII, Mrs. L. Dow Balliett combinou os trabalhos de Pitágoras com referências da Bíblia. }} Assim, em 23 de outubro de 1972, Dr. Juno Jordan, estudante de Balliett, fez progredir essas numerologia e criou o que hoje se chama "Pythagorean", mesmo que Pitágoras não tivesse nenhuma relação com isso. Juno Jordan forneceu um sistema para identificar o que ele chamou de principais influências numerológicas em nomes e datas de nascimento que permanece hoje.
Outros numerólogos, incluindo Florence Campbell (1931),Lynn Buess (1978), Mark Gruner (1979), Faith Javane e Dusty Bunker (1979), e Kathleen Roquemore (1985) expandiram-se sobre o uso de numerologia para avaliar personalidade ou eventos. Essas diferentes escolas de numerologia fornecem vários métodos para seu uso.

## Métodos

### Definições numéricas
Não há definições definitivas e padronizadas para significados específicos dos dígitos. Alguns exemplos mais comuns são:
1.  Individual. Agressor. Yang. 

2. Equilíbrio. União. Receptividade. Yin. 

3.  Comunicação/interação. Neutralidade. 

4.  Criação. 

5.  Ação. Inquietude. 

6.  Reação/fluxo Responsabilidade. 

7.  Pensamento/Consciência 

8.  Poder/sacrifício. 

9.  Alto nível de mudança.

### Chineses
Alguns Chineses atribuem diferentes conjuntos de significados aos números  a um certo número de combinações que são considerados com mais ou menos fortuna do que outros. Em geral, números pares são considerados de boa sorte, uma vez que essa boa sorte geralmente vem em pares.
A medicina tradicional chinesa (MTC) e suas disciplinas associadas, tais como a  acupuntura, baseia sua "ciência" em “associações numéricas místicas”, como os “12 vasos circulando sangue e ar correspondem aos 12 rios fluindo rumo ao Reino Central; e as 365 partes do corpo, uma para cada dia do ano” correspondem as bases para localizar os pontos de acupuntura.
Os Cantoneses frequentemente associam as seguintes definições (com base nos seus sons), que podem diferir das outras línguas da China:
1. 一 jɐ́t  —  de certo
2. 二 ji̭ː  — fácil 易 ji̭ː
3. 三 sáːm  — vivo 生 sáːŋ
4. 四 sēi  — considerado de má sorte pois 4 tem o mesmo som da palavra para morte ou sofrimento 死 sěi, mas  em língua de Shanghai é homófone de água (水) e é considerado de boa forte, pois a água é associada ao dinheiro.
5. 五 ŋ̬  — o próprio, eu, eu mesmof 吾 ŋ̭, nada, nunca   唔 ŋ, m;
6. 六 lùːk &  — Profanidade Cantonesa, palavra vulgar - em Cantonês.
7. 八 pāːt  — sorte inesoerada, prosperidade 發 fāːt
8. 九 kɐ̌u  — demorado, tempo longo 久 kɐ̌u|, suficiente 夠 kɐ̄u ou Profanidade Cantonesa, palavra vulgar, derivado de cão 狗 kɐ̌u - em Cantonês.

Algumas combinações de “boa sorte” são:
- 99 — duas vezes longevo, talvez eterno; usado como nome de um polpular rede Sino-Americana de Supermercados da Chinaa “99 Ranch Market”.
- 168 — muitos dos números de telefone com taxas reduzidas e promoções começam por esses números, considerado de muita sorte. Também é o nome de uma rede de motéis na China. (Motel 168).
- 518 — Eu hei de prosperar.
- 814 — Similar ao 168, significa  "seja saudável, vida plena". 148 tem significado similar  "vida plena, seja saudável".
- 888 — Três vezes prosperidade,  "saudável saudável, saudável".
- 1314 — vida completa e longa, existência.
- 289 — facilidade para obter suficiente felicidade/sorte e mantê-la por muito tempo. (2 é fácil, 8 é fortuna, 9 é suficiente e/ou por muito tempo)

### Da Índia
1. 1, 10, 19, 28 são regidos pelo Sol, contagem 1 para letras: AIJQY
2. 2, 11, 20, 29 são regidos pela Lua, contagem 2 para letras: BCKR
3. 3, 12, 21, são regidos por Júpiter contagem 3 para letras: GLS
4. 4, 13, 22, 31 são regidos por Rahu, contagem 4 para letras: DMT
5. 5, 14, 23, são regidos por Mercúrio, contagem 5 para letras: NE
6. 6, 15, 24 are são regidos por Vênus, contagem 6 para letras: UVWX
7. 7, 16, 25 são regidos por Ketu contagem 7 para letras: OZ
8. 8, 17, 26 são regidos por Saturno, contagem 8 para letras: FHP
9. 9, 18, 27 são regidos por Marte, sem letras para 9

Os seguintes números de sorte são comuns com os da China:
- 518 — Eu vou prosperar
- 814 — Similar ao 168, que significa "ser saudável, vida plena". O Número 148 também tem o mesmo significado de "vida plena sendo saudável".
- 888 — Três vezes a prosperidade - "saudável saudável saudável".
- 1314 — Todo tempo de vida, existência.
- 289 — facilidade para obter suficiente felicidade/sorte e mantê-la por muito tempo. (2 é fácil, 8 é fortuna, 9 é suficiente e/ou por muito tempo).

## Outros Usos do Termo
Teorias científicas às vezes são rotuladas de "numerologia" se sua inspiração primária parece ser um conjunto de padrões em vez de observações científicas. Este uso coloquial do termo é bastante comum dentro da comunidade científica e é usado principalmente para descartar uma teoria como ciência questionável.
O exemplo mais conhecido de "numerologia" na ciência envolve a semelhança coincidente de certos grandes números que intrigavam homens eminentes como o físico matemático Paul Dirac, o matemático Hermann Weyl e o astrônomo Arthur Stanley Eddington. Essas coincidências numéricas referem-se a quantidades como a razão da idade do universo com a unidade atômica do tempo, o número de elétrons no universo, e a diferença de forças entre a gravidade e a força elétrica para o elétron e o próton.
A descoberta das tríades atômicas, uma tentativa inicial de classificar os elementos em alguma ordem lógica por suas propriedades físicas, já foi considerada uma forma de numerologia, e ainda assim levou à construção da tabela periódica. Aqui o peso atômico do elemento mais leve e o mais pesado são somados, e mediados, e a média é encontrada muito próxima da do elemento de peso intermediário. Isso não funcionou com todos os trigêmeos do mesmo grupo, mas trabalhou o suficiente para permitir que trabalhadores posteriores criassem generalizações.
Alguns astrólogos acreditam que há uma relação entre alguns números e os planetas em nosso sistema solar. Um elo foi criado por Cornélio Agripa (1486-1535 ), que descreveu em grande detalhe no livro II de sua Filosofia Oculta as praças mágicas, chamando-as de "mesas sagradas de planetas e dotadas de grandes virtudes, uma vez que representam a razão divina, ou forma de números celestiais".
O matemático britânico Irving John Good certa vez escreveu:
Houve alguns exemplos de numerologia que levaram a teorias que transformaram a sociedade: veja a menção de Kirchhoff e Balmer em Bom (1962, p. 316) […] e pode-se incluir Kepler por conta de sua terceira lei. Seria justo dizer que a numerologia era a origem das teorias do eletromagnetismo, da mecânica quântica, da gravitação […]. Então não pretendo depreciar quando descrevo uma fórmula como numerológica.

Quando uma fórmula numerológica é proposta, então podemos perguntar se ela está correta. […] Eu acho que uma definição apropriada de correção é que a fórmula tem uma boa explicação, em um sentido platônico, ou seja, a explicação poderia ser baseada em uma boa teoria que ainda não é conhecida, mas "existe" no universo de possíveis ideias razoáveis.
— Irving John Good